# Wapen van Kralingen

Wapen van Kralingen

Het wapen van Kralingen werd gevoerd door de heren van Kralingen en later de gemeente Kralingen. Dit was een plaatsje ten oosten van Rotterdam dat in 1895 bij die gemeente werd gevoegd.

## Omschrijving
"Een achtpuntige rode ster op gouden veld."
Deze summiere beschrijving maakt er geen melding van dat het wapen gedekt is met een markiezenkroon. De heren van Kralingen noch de gemeente hebben voor zover bekend ooit een wapenspreuk gevoerd. Het wapen van Kralingen is onder andere te zien hoog aan de zijgevel van het hoekpand Adamshofstraat/Lusthofstraat. Er recht tegenover prijkt het wapen van Rotterdam.

## Geschiedenis
De heerlijkheid Kralingen zou in de 14e eeuw in het feodale  leenstelsel zijn beleend door de bisschop van Utrecht aan Heer Gillis van Voorschoten of aan zijn zoon Ogier, de eerste die zich Van Cralingen zou noemen. In hun wapen stond een ster. De kronieken melden dat het Slot Starrenburg in 1316 werd gebouwd aan de Schie door Heer Dirc, de broer van Ogier, om te wedijveren met het Slot Honingen en het Hof van Wena, maar het zou reeds voor of in 1403 zijn verwoest. De herkomst, de invloed en het verdere wedervaren van de Heren van Kralingen en de Starrenburg zijn ook grotendeels in nevelen gehuld.

Wapen volgens het bovenstuk van de kaart van Rotterdam uit 1694 door Romeyn de Hooghe

Vanwege het afgraven van de veengrond voor turf is het dorp Kralingen na de 16e eeuw geleidelijk aan verplaatst. De voormalige heerlijkheid was een polder in de huidige wijk Prinsenland. Het gemeentewapen stond op een wapenschild aan de gevel van het gemeentehuis, rond 1840 gebouwd op de hoek van de 's-Gravenweg en de Kortekade. Schuin tegenover de in 1842 gebouwde Hoflaankerk. Het raadhuis of rechthuis, waarin ook een lagere school was gevestigd en dat na de annexatie onder meer diende als belastingkantoor, werd afgebroken in de jaren 1950.
Het wapen wordt ook gebruikt door diverse andere gemeenten.
De heren van Moordrecht waren mogelijk afkomstig uit het geslacht Van Kralingen. Het wapen van Moordrecht wordt gesierd door een achtpuntige zilveren ster. Het wapen van de voormalige gemeente Nieuwveen is de ster van Kralingen met toevoeging van "een dwarsbalk, waaraan zijn hangende 3 bellen, alles van goud". 
Molen 'De Ster' aan de Kralingse Plas is in 1792 gebouwd in Rijswijk als 'De Stier' en naar Kralingen verplaatst in 1866.
Het logo van de Kralingse hockeyclub Victoria bestaat uit een grote goudgele letter V met een achtpuntige rode ster. De 'Ster van Kralingen', een lokaal huis-aan-huisblad, heeft ook een achtpuntige ster als logo. 

## Verwante wapens
De volgende wapens zijn verwant aan het wapen van Kralingen:

Gillis van Kralingen (Wapenboek Beyeren)
Het wapen van Nieuwveen.
Het wapen van Nieuwkoop
Het wapen van Liemeer

Ter Aar
· Aarlanderveen
· Abbenbroek
· Abtsregt
· Alkemade
· Alphen
· Ameide
· Ammerstol
· Arkel
· Asperen
· Benthuizen
· Bergambacht
· Bergschenhoek
· Berkel en Rodenrijs
· Berkenwoude
· Bernisse
· Biert
· Binnenmaas
· Bleiswijk
· Bleskensgraaf
· Bleskensgraaf en Hofwegen
· Bodegraven
· Boskoop
· Brandwijk
· Brielle
· Broek, Thuil en 't Weegje
· Charlois
· Cillaarshoek
· Cromstrijen
· De Lier
· De Mijl
· Delfshaven
· Den Bommel
· Dirksland
· Driebruggen
· Dubbeldam
· Everdingen
· Geervliet
· Giessen-Nieuwkerk
· Giessenburg
· Giessendam
· Giessenlanden
· Goedereede
· Gouderak
· Goudriaan
· Goudswaard
· Graafstroom
· 's-Gravendeel
· 's-Gravenzande
· Groot-Ammers
· Groote Lindt
· Haastrecht
· Hagestein
· Hardinxveld
· Hazerswoude
· Heenvliet
· Heer Oudelands Ambacht
· Heerjansdam
· Hei- en Boeicop
· Heinenoord
· Hekelingen
· Hekendorp
· Herkingen
· Hillegersberg
· Hellevoetsluis
· Hodenpijl
· Hoek van Holland
· Hof van Delft
· Hoogblokland
· Hoornaar
· IJsselmonde
· Jacobswoude
· Kamerik
· Katendrecht
· Kedichem
· Kethel en Spaland
· Kijfhoek
· Klaaswaal
· Kleine Lindt
· Korendijk
· Koudekerk aan den Rijn
· Kralingen
· Krimpen aan de Lek
· Lange Ruige Weide
· Langerak
· Leerbroek
· Leerdam
· Leidschendam
· Leimuiden
· Lekkerkerk
· Lexmond
· Liemeer
· Loosduinen
· Liesveld
· Maasdam
· Maasland
· Meerkerk
· Melissant
· Middelharnis
· Mijnsheerenland
· Moerkapelle
· Molenaarsgraaf
· Molenwaard
· Monster
· Moordrecht
· Naaldwijk
· Nederlek
· Niemandsvriend
· Nieuw-Beijerland
· Nieuw-Helvoet
· Nieuw-Lekkerland
· Nieuwe-Tonge
· Nieuwenhoorn
· Nieuwerkerk aan den IJssel
· Nieuwland
· Nieuwpoort
· Nieuwveen
· Noordeloos
· Noordwijkerhout
· Nootdorp
· Numansdorp
· Onwaard
· Ooltgensplaat
· Oostflakkee
· Oostvoorne
· Ottoland
· Oud-Alblas
· Oud-Beijerland
· Ouddorp
· Oude-Tonge
· Oudenhoorn
· Ouderkerk
· Ouderkerk aan den IJssel
· Oudewater
· Oudshoorn
· Overschie
· Papekop
· Pernis
· Peursum
· Piershil
· Pijnacker
· Poortugaal
· Puttershoek
· Reeuwijk
· Rhoon
· Rijnsaterwoude
· Rijnsburg
· Rijnwoude
· Rijsoord
· Rockanje
· Roxenisse
· Rozenburg
· Sandelingen-Ambacht
· Sassenheim
· Schelluinen
· Schiebroek
· Schipluiden
· Schoonhoven
· Schoonrewoerd
· Schuddebeurs en Simonshaven
· Sint Anthoniepolder
· Sint Maartensregt
· Sluipwijk
· Sommelsdijk
· Spijkenisse
· Stad aan 't Haringvliet
· Stellendam
· Stolwijk
· Stompwijk
· Stormpolder
· Streefkerk
· Strevelshoek
· Strijen
· Ter Aar
· Tienhoven
· Valkenburg
· Veur
· Vianen
· Vierpolders
· Vlaardingerambacht
· Vliet
· Vlist
· Voorburg
· Voorhout
· Vrijenban
· Waarder
· Warmond
· Wateringen
· Westmaas
· Westvoorne
· Wieldrecht
· Wijngaarden
· Woerden
· Woubrugge
· 't Woudt
· Zederik
· Zegwaart
· Zevenhoven
· Zevenhuizen
· Zevenhuizen-Moerkapelle
· Zouteveen
· Zuid-Beijerland
· Zuidbroek
· Zuidland
· Zwammerdam
· Zwartewaal

Heerlijkheidswapens:
ter Aa
· Albrandswaard
· Biesland
· Cromstrijen
· Duivenvoorde
· 's-Gravenambacht
· Hoog- en Wout-Harnas
· Langerak bezuiden de Lek
· Lek en Stormpolder
· Nederslingeland
· West-Nieuwland
· Oosterwijk
· Spieringshoek
· Vliet
· Voshol
· Vrijenban
· Vrijenhoeve
· Wieldrecht